# 福尔莱昂
福尔莱昂（法語：Forléans，法語發音：[fɔʁleɑ̃]）是法国科多尔省的一个市镇，位于该省西部，属于蒙巴尔区。

## 地理
福尔莱昂（47°29'1"N, 4°12'18"E）面积7.1 平方千米，位于法国勃艮第-弗朗什-孔泰大區科多尔省，该省份为法国中东部省份，北起奥布省，西接涅夫勒省和约讷省，南至索恩-卢瓦尔省，东南接汝拉省，东临上索恩省，东北部与上马恩省接壤。
与福尔莱昂接壤的市镇（或旧市镇、城区）包括：埃普瓦斯、托特、托尔西和普利尼、维克德沙斯奈、库尔塞勒弗雷穆瓦、蒙贝尔托。
福尔莱昂的时区为UTC+01:00、UTC+02:00（夏令时）。

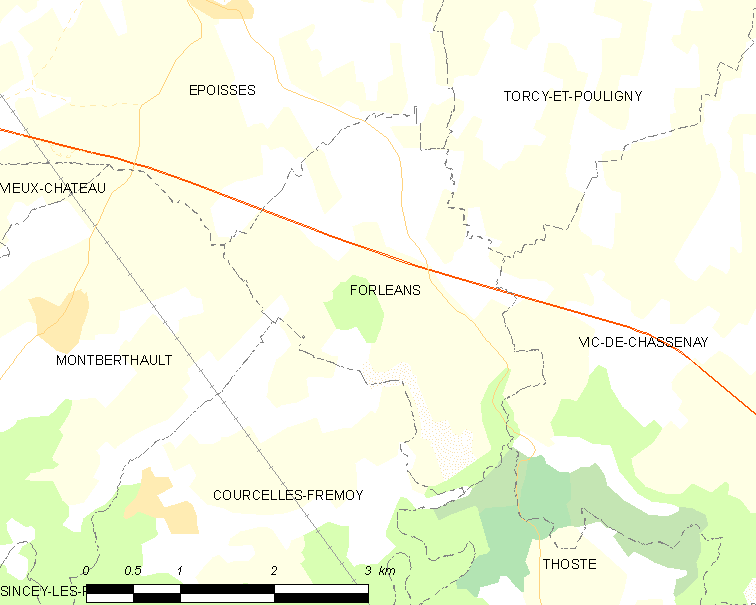
福尔莱昂的OSM定位图

## 行政
福尔莱昂的邮政编码为21460，INSEE市镇编码为21282。

## 政治
福尔莱昂所属的省级选区为欧苏瓦地区瑟米尔县。

## 交通
科多尔省省道D36线和D103A线在境内交汇。法国国家A6号高速公路过境但未设出入口。

## 人口

1962-2008年间福尔莱昂人口变化图示

福尔莱昂于2022年1月1日时的人口数量为112人。